# Taeniopteryx lita
Taeniopteryx lita is een steenvlieg uit de familie vroege steenvliegen (Taeniopterygidae). De wetenschappelijke naam van de soort is voor het eerst geldig gepubliceerd in 1942 door Frison.